# Carmzow-Wallmow
Carmzow-Wallmow ist eine Gemeinde im äußersten Norden des Landkreises Uckermark in Brandenburg. Sie wird vom Amt Brüssow (Uckermark) mit Sitz in der Stadt Brüssow verwaltet.

## Geografie
Das Gemeindegebiet liegt auf einer Grundmoräne, die sich zwischen den parallel verlaufenden Tälern der Ucker und Randow ausbreitet. Sie ist durch viele kleine Seen und Tümpel sowie durch eine intensive Landwirtschaft und wenige Waldgebiete gekennzeichnet. In der Umgebung findet man eine große Zahl an Windenergieanlagen. Carmzow-Wallmow liegt zwischen den Städten Brüssow und Prenzlau.

## Gemeindegliederung
Die Gemeinde besteht aus den Ortsteilen Carmzow und Wallmow sowie den Gemeindeteilen Cremzow, Hedwigshof und Wendtshof.

## Geschichte
Carmzow und Wallmow gehörten seit 1817 zum Kreis Prenzlau in der preußischen Provinz Brandenburg und ab 1952 zum Kreis Prenzlau im DDR-Bezirk Neubrandenburg. Seit 1993 liegen die Orte im brandenburgischen Landkreis Uckermark.
Die Gemeinde Carmzow-Wallmow entstand am 31. Dezember 2001 aus dem Zusammenschluss der bis dahin selbstständigen Gemeinden Carmzow und Wallmow.
Carmzow
Durch archäologische Funde zwischen der Kirche und dem Bröckersee kann die Existenz einer slawischen Siedlung für das 12. und frühe 13. Jahrhundert angenommen werden.
Die urkundliche Ersterwähnung des Ortes ist als karnssow für das Jahr 1354 belegt.

## Bevölkerungsentwicklung
| Jahr | Carmzow | Wallmow |      | Jahr | Carmzow-Wallmow |      | Jahr | Carmzow-Wallmow |
| ---- | ------- | ------- | ---- | ---- | --------------- | ---- | ---- | --------------- |
| 1875 | 268     | 372     | 2001 | 747  |                 | 2021 | 606  |                 |
| 1910 | 294     | 499     | 2005 | 715  |                 | 2022 | 571  |                 |
| 1939 | 344     | 472     | 2010 | 678  |                 | 2023 | 579  |                 |
| 1946 | 602     | 673     | 2015 | 634  |                 | 2024 | 570  |                 |
| 1950 | 666     | 704     | 2020 | 616  |                 |      |      |                 |
| 1971 | 480     | 484     |      |      |                 |      |      |                 |
| 1990 | 497     | 317     |      |      |                 |      |      |                 |
| 1995 | 439     | 309     |      |      |                 |      |      |                 |
| 2000 | 432     | 304     |      |      |                 |      |      |                 |

Gebietsstand des jeweiligen Jahres, Einwohnerzahl: Stand 31. Dezember (ab 1991), ab 2011 auf Basis des Zensus 2011, ab 2022 auf Basis des Zensus 2022

## Politik

### Gemeindevertretung
Die Gemeindevertretung von Carmzow-Wallmow besteht aus sieben Gemeindevertretern inklusive des ehrenamtlichen Bürgermeisters. Die Kommunalwahl am 9. Juni 2024 führte zu folgendem Ergebnis:
| Partei / Wählergruppe             | % 2024 | Sitze 2024 | % 2019 | Sitze 2019 |
| --------------------------------- | ------ | ---------- | ------ | ---------- |
| Zukunft für Wallmow               | 39,0   | 3          | 47,5   | 4          |
| Einzelwahlvorschlag Muranko       | 22,3   | 1          | 17,5   | 1          |
| Einzelwahlvorschlag Parpat        | 9,1    | 1          | –      | –          |
| Einzelwahlvorschlag von Zitzewitz | 9,0    | 1          | 16,9   | 1          |
| Einzelwahlvorschlag Hempel        | 6,1    | –          | 11,3   | 1          |
| Einzelwahlvorschlag Hofmann       | 3,2    | –          | –      | –          |
| Einzelbewerberin Lilli Günther    | –      | –          | 06,8   | 1          |

### Bürgermeister
- 2003–2008: Bernd Loehr[9]
- 2008–2024: Harald Zimmermann[10]
- seit 2024: Jörn Muranko (Einzelbewerber)

Zimmermann wurde in der Bürgermeisterwahl am 26. Mai 2019 mit 58,9 % der gültigen Stimmen für eine weitere Amtszeit von fünf Jahren gewählt. Zur Kommunalwahl 2024 setzte sich Jörn Muranko (Einzelbewerber) mit 60,6 % der gültigen Stimmen gegen seinen Mitbewerber Norbert Lüdtke (Zukunft für Wallmow) durch.

## Sehenswürdigkeiten
In der Liste der Baudenkmale in Carmzow-Wallmow stehen die in der Denkmalliste des Landes Brandenburg eingetragenen Baudenkmale.

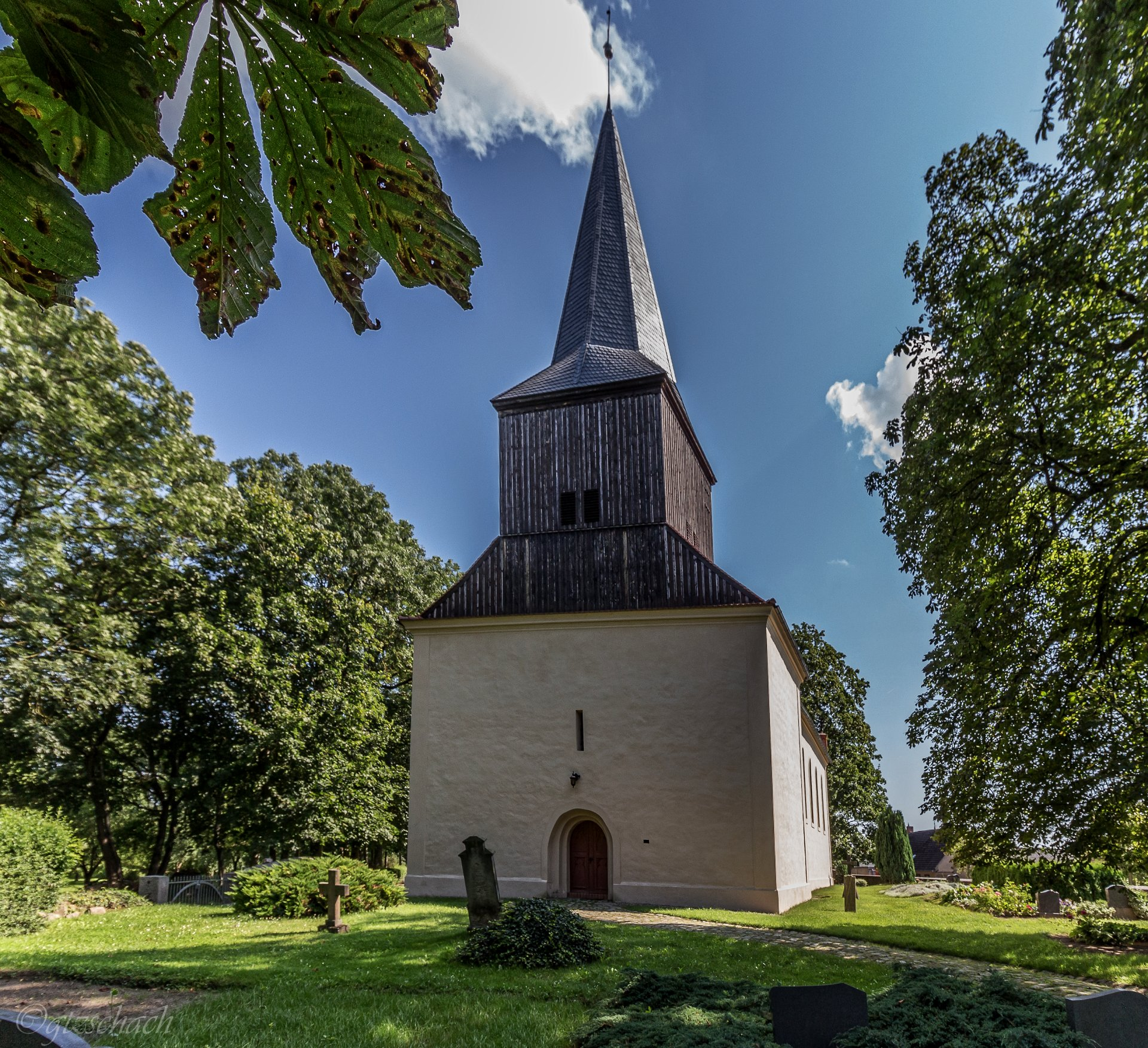
Kirche Carmzow
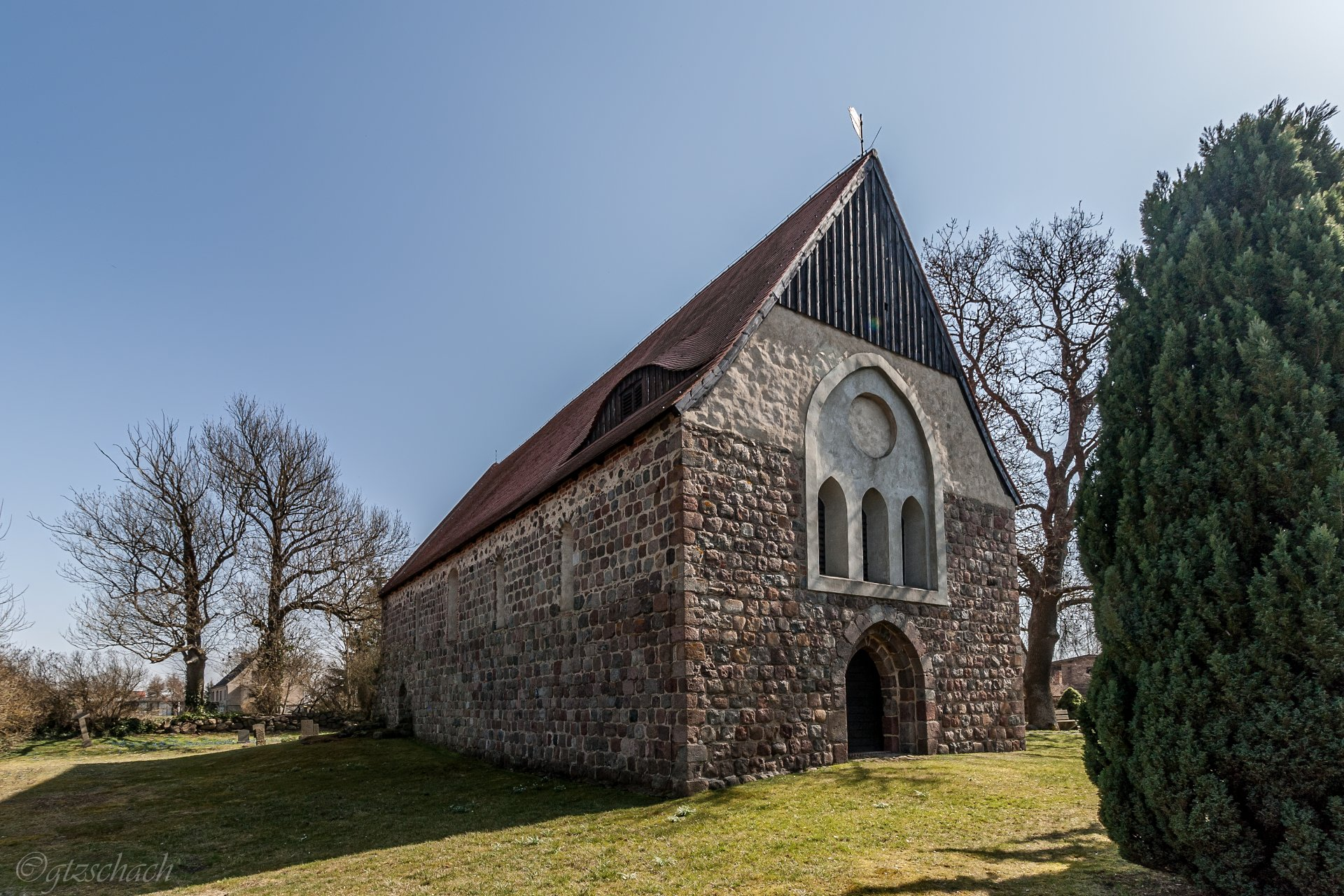
Kirche Cremzow
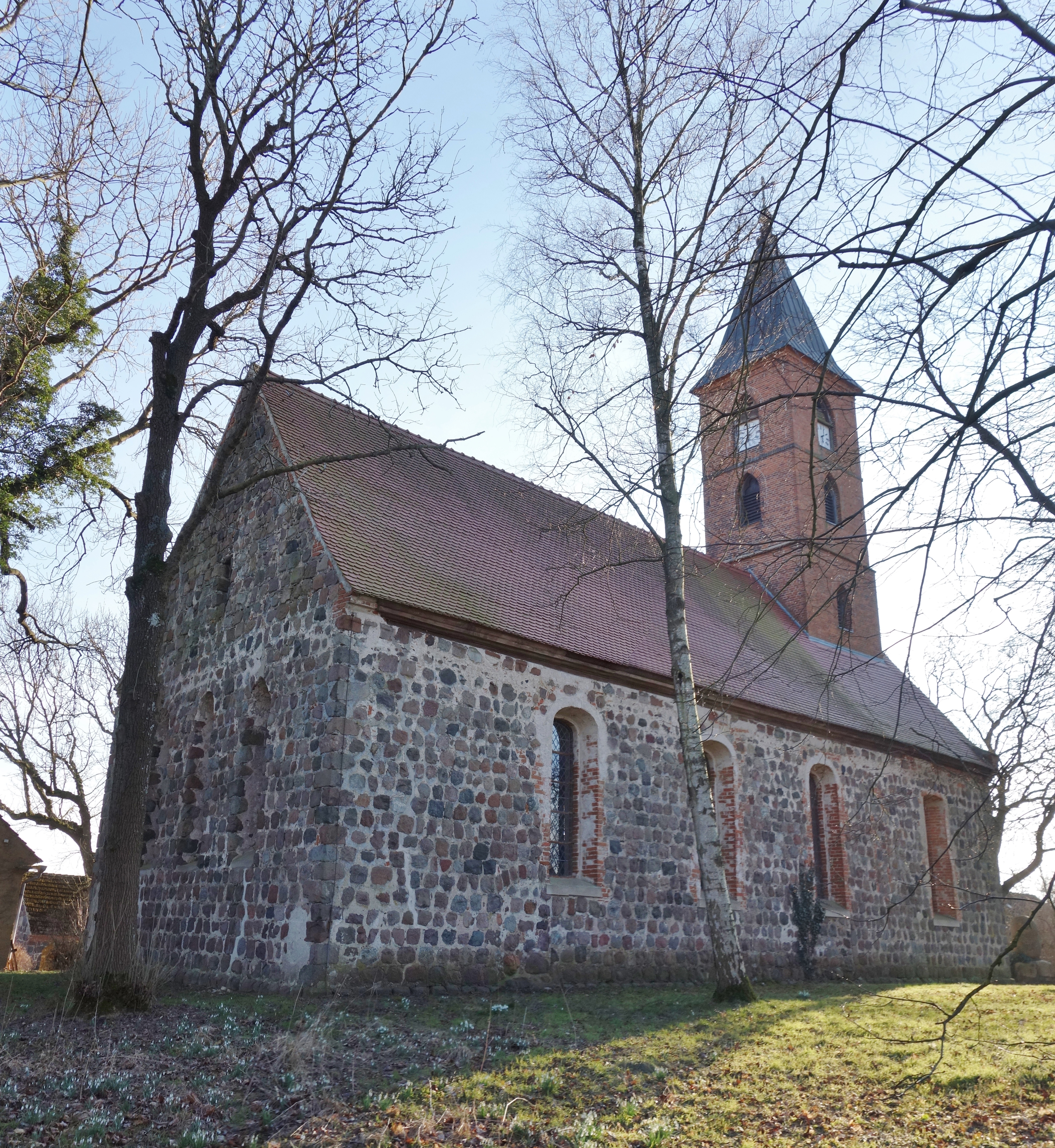
Kirche Wallmow

## Wirtschaft und Infrastruktur

### Verkehr

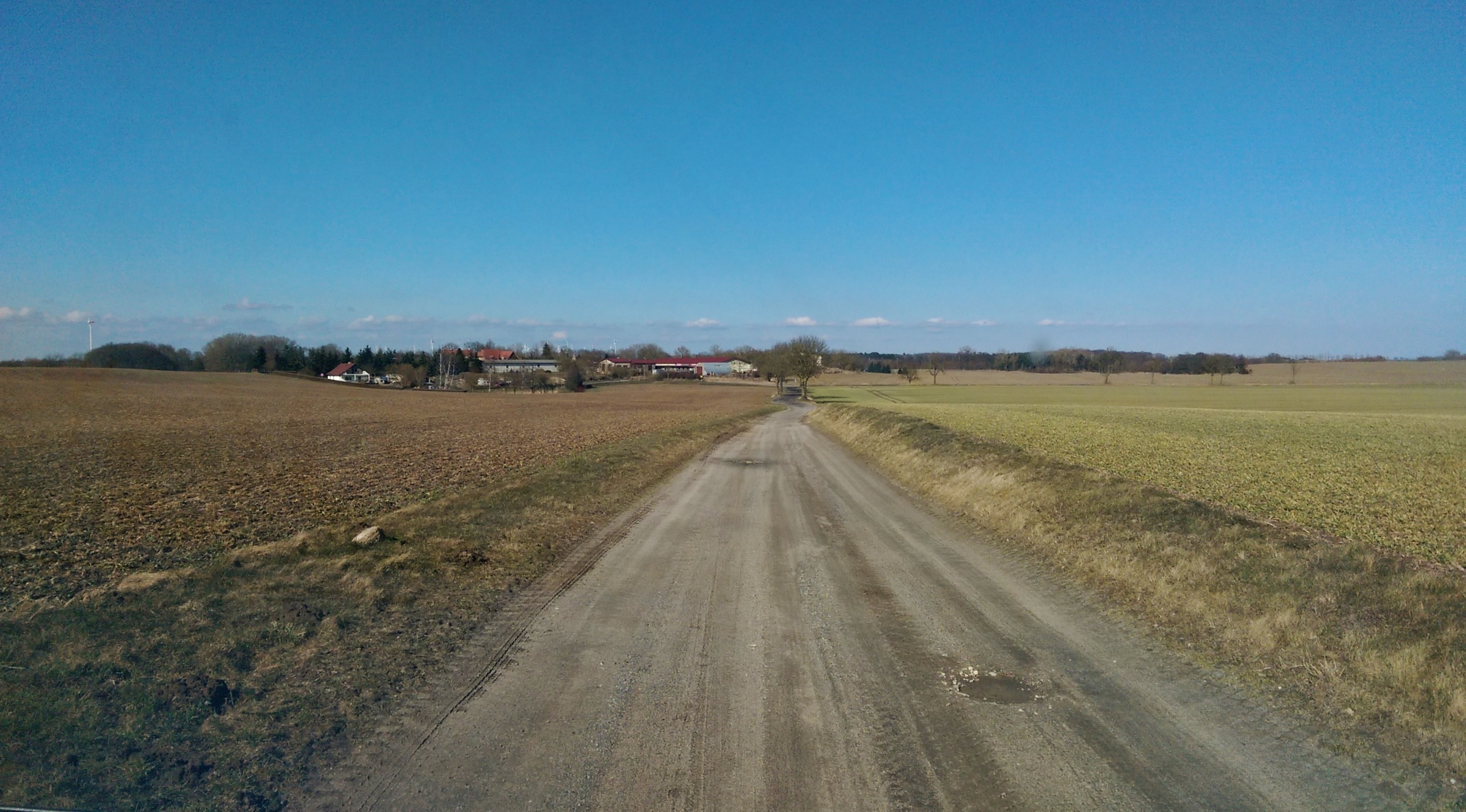
L 252 südlich von Cremzow

Der Ortsteil Carmzow liegt an der Landesstraße L 26 zwischen Prenzlau und Brüssow. Die nächstgelegenen Autobahnanschlussstellen sind Prenzlau-Ost an der Ostseeautobahn A 20 und Schmölln an der A 11 Berlin–Stettin.
Der Ortsteil Cremzow liegt an der Landesstraße 252 von Uckerfelde nach Schönfeld.
Der Haltepunkt Wallmow lag an der Bahnstrecke Prenzlau–Löcknitz.
Der nächstliegende Bahnhof befindet sich in der 15 Kilometer südwestlich liegenden Kreisstadt Prenzlau.

### Bildung
1999 wurde in Wallmow eine Freie Schule eröffnet.

## Persönlichkeiten
- Friedrich Sarow (1905–1983), Journalist, geboren in Wallmow